# Fire Inc.
Fire Inc. var ett band som sattes ihop för att göra två låtar till "Rock & Roll Fable"-filmen Streets of Fire under 1984. Varken filmen eller dess soundtrack nådde någon riktig kommersiell succé, men de båda Fire Inc-låtarna anses ofta höra till Jim Steinmans bästa låtar av hans fans. Nedan följer detaljerad information om de två låtarna från detta band.
"Tonight Is What It Means To Be Young" (6:58)
- Music and Lyrics: Jim Steinman
- Lead Vocals: Holly Sherwood och Rory Dodd
- Background Vocals: Rory Dodd, Holly Sherwood och Eric Troyer
- Piano: Roy Bittan
- Guitars: Dave Johnstone och Mike Landau
- Bass: Steve Buslowe
- Synthesizer: Larry Fast
- Drum Programming: Jim Bralower och Joe Stefko
- Electronic Drums: Jim Bralower
- Additional Keyboards: Jim Steinman

"Nowhere Fast" (6:02)
- Music and Lyrics: Jim Steinman
- Lead Vocals: Laurie Sargent, Rory Dodd och Holly Sherwood
- Background Vocals: Rory Dodd, Holly Sherwood och Eric Troyer
- Piano: Roy Bittan
- Guitars: Dave Johnstone och Mike Landau
- Bass: Steve Buslowe
- Synthesizer: Larry Fast
- Drums: Max Weinberg och Jim Bralower
- Drum Programming: Jim Bralower
- Additional Keyboards: Jim Steinman